# Маллбері-стріт (Мангеттен)
Малберрі-стріт (англ. Mulberry Street) — головна вулиця Нижнього Манхеттена, Нью-Йорк, США. Історично вона пов’язана з італо-американською культурою та історією, і наприкінці 19-го та на початку 20-го століть була серцем Маленької Італії на Мангеттені.
Вулиця була вказана на картах місцевості принаймні з 1755 року. «Згин» у Малберрі, де вулиця змінює напрямок з південного сходу на північний захід на північний напрямок, був зроблений, щоб уникнути заболочених територій навколо ставка Колект. Під час американської революції вулицю Малберрі зазвичай називали «вулицею Бійні» на честь скотобійні Ніколаса Байярда на нинішньому південно-західному розі вулиць Малберрі та Байярда, яка знаходилася там до літа 1784 р., коли його було наказано перенести до Корлаерс-Гука.

## Розташування

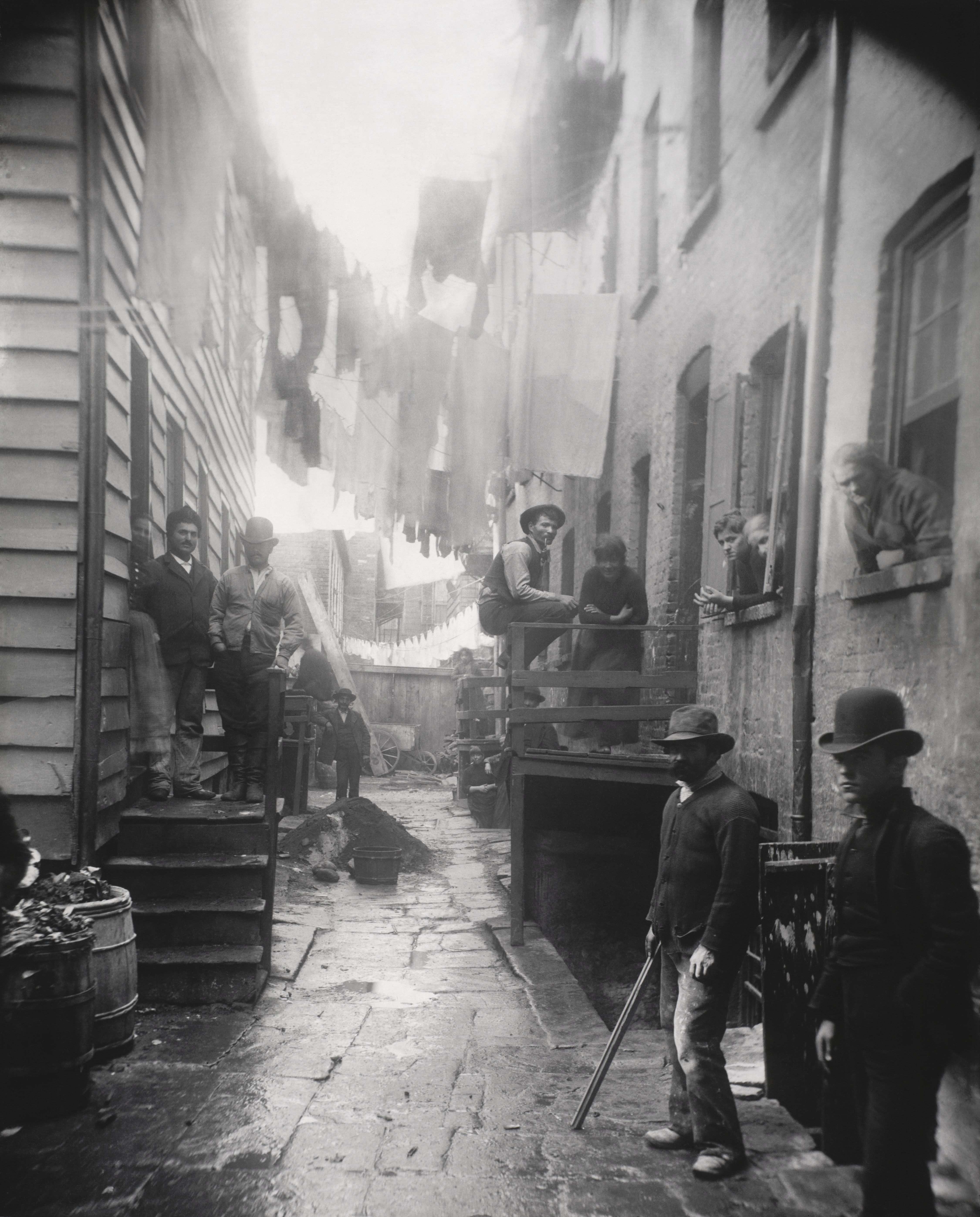
Бандитський завулок на Малберрі-стріт, фото Якоба Ріїса 1888 рік. Частий об’єкт поліції в 1880-1890-х роках

Малберрі знаходиться між Бакстер-стріт і Мотт-стріт. Проходить з півночі на південь, через центри Маленької Австралії та Маленької Італії, паралельно Мотт-стріт в одному кварталі на схід, обмежений на півночі вулицею Блікер-стріт у Нохо, а на півдні — вулицею Ворт-стріт у Цивік-центр. Біля південної частини Малберрі-стріт вулиця переходить у Чайна-таун, де розташовано китайські бакалійні магазини, м'ясні магазини та рибні лавки.